# Francis Forcer
Francis Forcer (the elder) (getauft am 1. Dezember 1649 in Durham; † 26. Januar 1705 in London) war ein englischer Organist und Komponist.
Über sein Leben ist bekannt, dass er von 1661 bis 1665 Chorknabe an der Kathedrale von Durham war und danach Organist in der Privatkapelle des Bischofs John Cosin (1596–1672) wurde. 1697 wurde er Teilhaber von Richard Sadler’s Heilquelle Sadler’s Wells und veranstaltete dort Konzerte. Einhundert Jahre später entstand dort das bekannte Sadler’s Wells Theatre.
Für die Konzerte bei Sadler’s Wells verfasste er volkstümliche Musik, von der wenig überliefert ist. Erhalten sind einige Instrumentalwerke, darunter Stücke für Orgel, und Vokalmusik.

## Quelle
1. ↑  Holman, Peter: Forcer, Francis. In: Grove Music Online (englisch; Abonnement erforderlich).

| Personendaten    | Personendaten                     |
| ---------------- | --------------------------------- |
| NAME             | Forcer, Francis                   |
| KURZBESCHREIBUNG | englischer Organist und Komponist |
| GEBURTSDATUM     | vor 1. Dezember 1649              |
| GEBURTSORT       | Durham                            |
| STERBEDATUM      | 26. Januar 1705                   |
| STERBEORT        | London                            |